# المیس
المیس (به ایتالیایی: Almese) یک سکونتگاه مسکونی در ایتالیا است که در استان تورین واقع شده‌است.

## خصوصیات
المیس ۱۷ کیلومترمربع مساحت و ۶٬۱۹۰ نفر جمعیت دارد و ۳۶۴ متر بالاتر از سطح دریا واقع شده‌است.